# Ferdinando Poggi
Ferdinando Poggi (Firenze, 1902 – Firenze, ottobre 1986) è stato un architetto italiano.

## Biografia
Ferdinando nacque a Firenze nel 1902 da Leone Poggi (1867-1953), ingegnere civile, a sua volta figlio del magistrato Enrico Poggi (1812-1890) e nipote dell'architetto Giuseppe (1811-1901), e da Giuseppina Canonico, figlia di Tancredi Canonico (1828-1908), giurista e presidente del Senato dal 1904 al 1908.
Si laureò a Roma in ingegneria civile nel 1924 e nel 1933 si iscrisse all'Albo professionale degli architetti di Firenze per titoli. Negli anni trenta diresse, tra l'altro, i lavori dell'Istituto "Benito Mussolini" a Roma e dell'Istituto nazionale fascista della previdenza sociale a Padova. Durante la guerra fu in Albania dove, in collaborazione con l'architetto Gherardo Bosio, lavorò alla trasformazione della Villa Reale di Tirana per il Ministero degli esteri. Successivamente fu impegnato a Firenze e in Toscana in lavori di ristrutturazione e restauro di palazzi. Si spense a Firenze nell'ottobre del 1986.

## Archivio
L'archivio documentario dell'architetto conserva con completezza la documentazione afferente all'intensa attività svolta dal produttore in campo urbanistico e architettura nel lungo arco della sua vita professionale. Sono presenti varie tipologie documentarie (disegni, fascicoli, fotografie) tra loro correlate.